# Somatotrofe cel

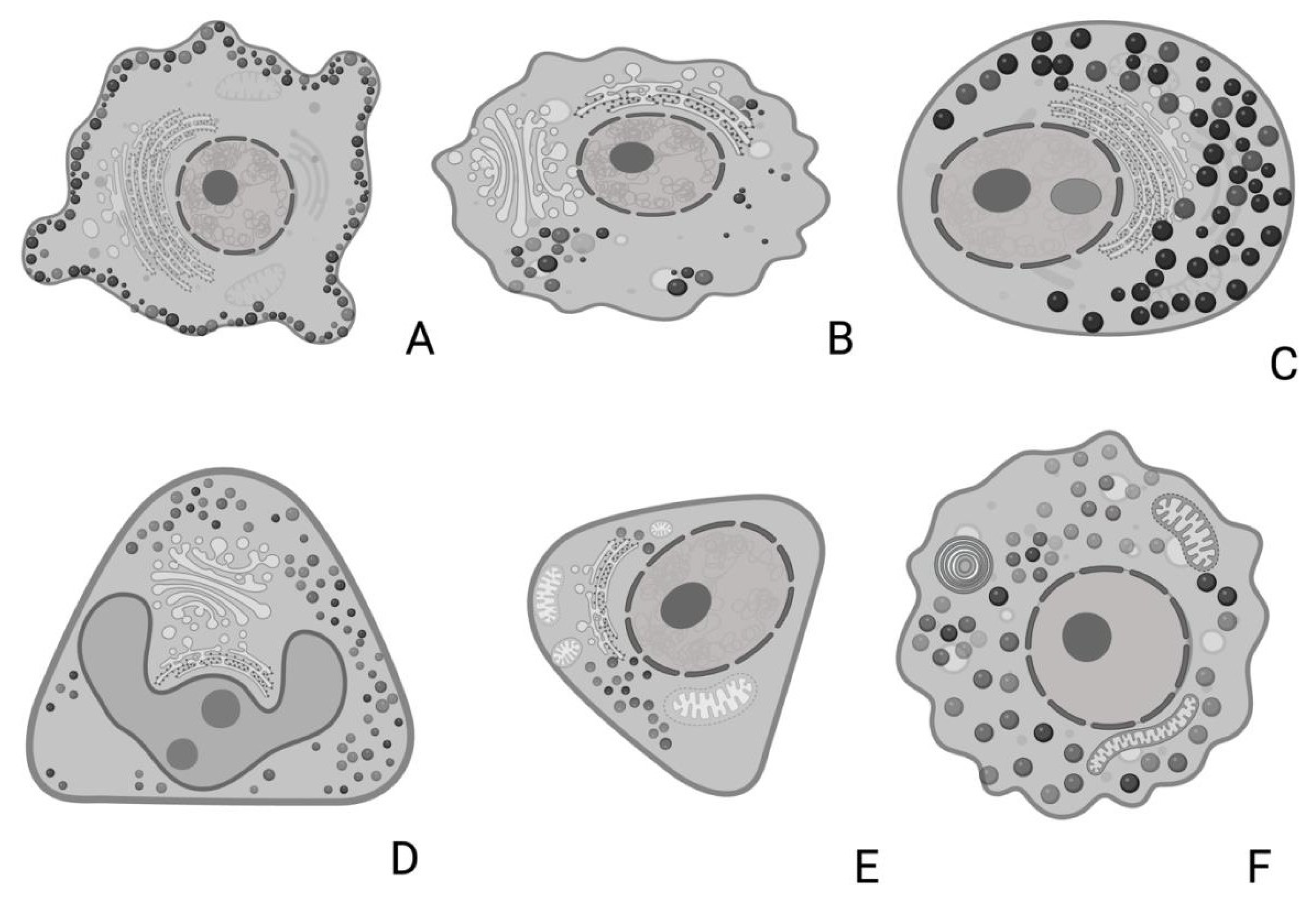
C: somatotrofe cel, F: melanotrofe cel bij de gewone dolfijn.

Een somatotrofe cel of somatotrope cel (van het Oud-Griekse somat, dat "lichaam" betekent, en tropikós, dat "van of met betrekking tot een wending of verandering" betekent) is een cel in de hypofysevoorkwab die een groeihormoon produceert.

## Structuur
Somatotrofe cellen vormen ongeveer 30-40% van de hypofysevoorkwab-cellen. Ze geven het groeihormoon (GH) af als reactie op het somatocrinine (GHRH) of worden geremd door somatostatine (GHIH).
Het GH-gen bij zoogdieren komt alleen tot expressie in de hypofyse en is afhankelijk van de expressie van een functioneel homeodomein-eiwit dat een transcriptiefactor bevat, het hypofyse-specifieke eiwit Pit-1 (POU1-F1). Tijdens de ontwikkeling wordt GH, bij afwezigheid van een functioneel Pit-1 eiwit, niet tot expressie gebracht, wat resulteert in dwerggroei.

### Structuur onder de lichtmicroscoop
Onder de lichtmicroscoop kunnen somatotrofe cellen worden geclassificeerd op basis van de manier waarop ze worden gekleurd met histologische kleurstoffen. Volgens de kleuring vallen acidofiele cellen in de groep cellen die affiniteit hebben voor zure kleurstoffen. Met H&E-kleuring wordt het cytoplasma duidelijk rood gekleurd vanwege de kleurstof eosine. Deze cellen zijn, net als alle hypofysecellen, gerangschikt langs de netvormige haarvaten in de pars distalis van de hypofysevoorkwab. Morfologisch gezien zijn het ovale cellen met een centrale kern die een ontwikkeld Golgi-apparaat en dicht op elkaar zittende eosinofiele korrels in hun cytoplasma hebben.

### Structuur onder de electronenmicroscoop
De somatotrofe cellen van de hypofysevoorkwab hebben een centrale kern, een groot ruw endoplasmatisch reticulum en elektronendichte secretoire korrels van ongeveer 400 nanometer (nm).

## Klinische betekenis

### Hormoontekort
Wanneer de hoeveelheid somatotropine in het lichaam laag is, kan een arts het menselijk groeihormoon als medicijn voorschrijven.
Een tekort aan somatotrope secretie vóór de puberteit of vóór het einde van de groei van nieuw botweefsel kan leiden tot hypofyse-dwerggroei. Wanneer er een tekort aan groeihormoon is, is de bloedglucosespiegel laag omdat insuline niet wordt tegengewerkt door de normale hoeveelheid groeihormoon.

### Overmaat aan het hormoon
Als er sprake is van een teveel aan het groeihormoon, komt dit meestal door een overmatige productie van somatotrope cellen in de hypofysevoorkwab. Een aanzienlijke hoeveelheid overtollige somatotrope secretie vóór de puberteit of vóór het einde van de groei van nieuw botweefsel kan leiden tot reuzengroei, een ziekte die overmatige groei van het lichaam veroorzaakt (bijvoorbeeld meer dan 2 meter lang zijn) en ongewoon lange ledematen. Een overmatige productie van het groeihormoon na de puberteit kan leiden tot acromegalie. Dit is een ziekte die abnormale groei van de handen, het hoofd, de kaak en de tong veroorzaakt. Sommige symptomen die verband houden met acromegalie zijn onder meer hevig zweten, een vette huid, onjuiste verwerking van suikers in de voeding (diabetes), hoge bloeddruk, verhoogd calcium in de urine en zwelling van de schildklier en artritis.